# Perizoma saanichata
Perizoma saanichata är en fjärilsart som beskrevs av Blackmore 1915. Perizoma saanichata ingår i släktet Perizoma och familjen mätare. Inga underarter finns listade i Catalogue of Life.